# Mixaderus tamaii
Mixaderus tamaii là một loài bọ cánh cứng trong họ Aderidae. Loài này được Nomura miêu tả khoa học năm 1964.